# مسجد حضرت خطیب
مسجد حضرت خطیب مربوط به سده ۱۱ - ۱۲ ق است و در شهرستان خواف، شهر سنگان - میدان جهاد، کوچه تیموری‌ها، مسجد خطیب واقع شده و این اثر در تاریخ ۲۲ مرداد ۱۳۸۴ با شمارهٔ ثبت ۱۳۲۰۵ به‌عنوان یکی از آثار ملی ایران به ثبت رسیده‌است.